# Спайк и Тайк
«Спайк и Тайк» (англ. Spike and Tyke) — мультсериал, созданный дуэтом Уильяма Ханны и Джозефа Барберы на студии Metro-Goldwyn-Mayer в 1956 году и выпущенный на экраны в 1957 году. Дальнейшей разработке мультсериала помешало закрытие мультипликационной студии MGM в 1957 году. Является спин-оффом известного мультсериала «Том и Джерри», но здесь в роли главных героев выступают пёс Спайк и его сын Тайк. Сами Том и Джерри в мультсериале не появляются.
Мультсериал состоит всего из двух серий: «Give and Tyke» («Дают — бери, бьют — беги») и «Scat Cats» («Гони котов», вариант перевода: «Всегда на страже»). В России мультсериал был дублирован в 1990-е на VHS.

## Сюжет серий
В конце обеих серий Спайк гладит Тайка и говорит фразу «Да, это мой сынуля!».

### «Дают — бери, бьют — беги»
Уличная собака жёлтого цвета замечает статью в газете, что все собаки без ошейника с номером регистрации будут отловлены. Как раз в это время собаку увидел отловщик бродячих собак. Начинается погоня. Собака замечает ошейник на Спайке, но снять не может. Тогда собака забирает ошейник у сонного Тайка. Но Спайк это замечает. Он гонится за собакой, а Тайк в этот момент уходит со двора. Его тут же ловит отловщик, но Спайк спасает сына и надевает на него свой ошейник.
После небольшой погони с постоянным переодеванием ошейников отловщик ловит Тайка без ошейника и уже готов его посадить в машину, но Спайк надевает на сына ошейник и говорит, что он полезет вместо него. От этого уличной собаке стало жалко его, и она обманула отловщика, тем самым угнав машину. Спайк и Тайк, уже с ошейниками, идут обратно во двор, отдыхать.

### «Гони котов»
Хозяева Спайка и Тайка (которые также являются хозяевами Тома) говорят псу сторожить дом. Когда хозяева ушли, в дом попытались разными способами проникнуть трое котов. Они являются друзьями Бутча, чёрного кота, живущего в доме вместо Тома. Но Спайк и Тайк не дают им этого сделать. Тем не менее в конце этой серии котам удаётся украсть часть бутербродов, и уже сидящими на дереве похвалить Спайка и Тайка за их способность сторожить.